# Andre Riddick
Andre Riddick (Brooklyn, 1º febbraio 1973) è un ex cestista statunitense, professionista in Asia, in Sudamerica e in Europa.

## Palmarès

### Squadra
- Campione del Venezuela (1999)
- Campionato belga: 6

Spirou Charleroi: 2002-03, 2003-04, 2007-08, 2008-09, 2009-10, 2010-11
- Coppa del Belgio: 2

Spirou Charleroi: 2003, 2009

### Individuale
- Pro Basketball League MVP: 1

Spirou Charleroi: 2003-04